# Molophilus pimelia
Molophilus pimelia là một loài ruồi trong họ Limoniidae. Chúng phân bố ở miền Australasia.